# VCR
VCR (англ. Video Cassette Recording) — бытовой формат наклонно-строчной аналоговой видеозаписи, разработанный совместно компаниями Philips и Grundig в 1972 году. Это была первая успешная система видеозаписи потребительского уровня, использующая кассетную зарядку. Позднее появились вариации данного формата: VCR-LP и SVR (англ. Super Video).

## Историческая справка

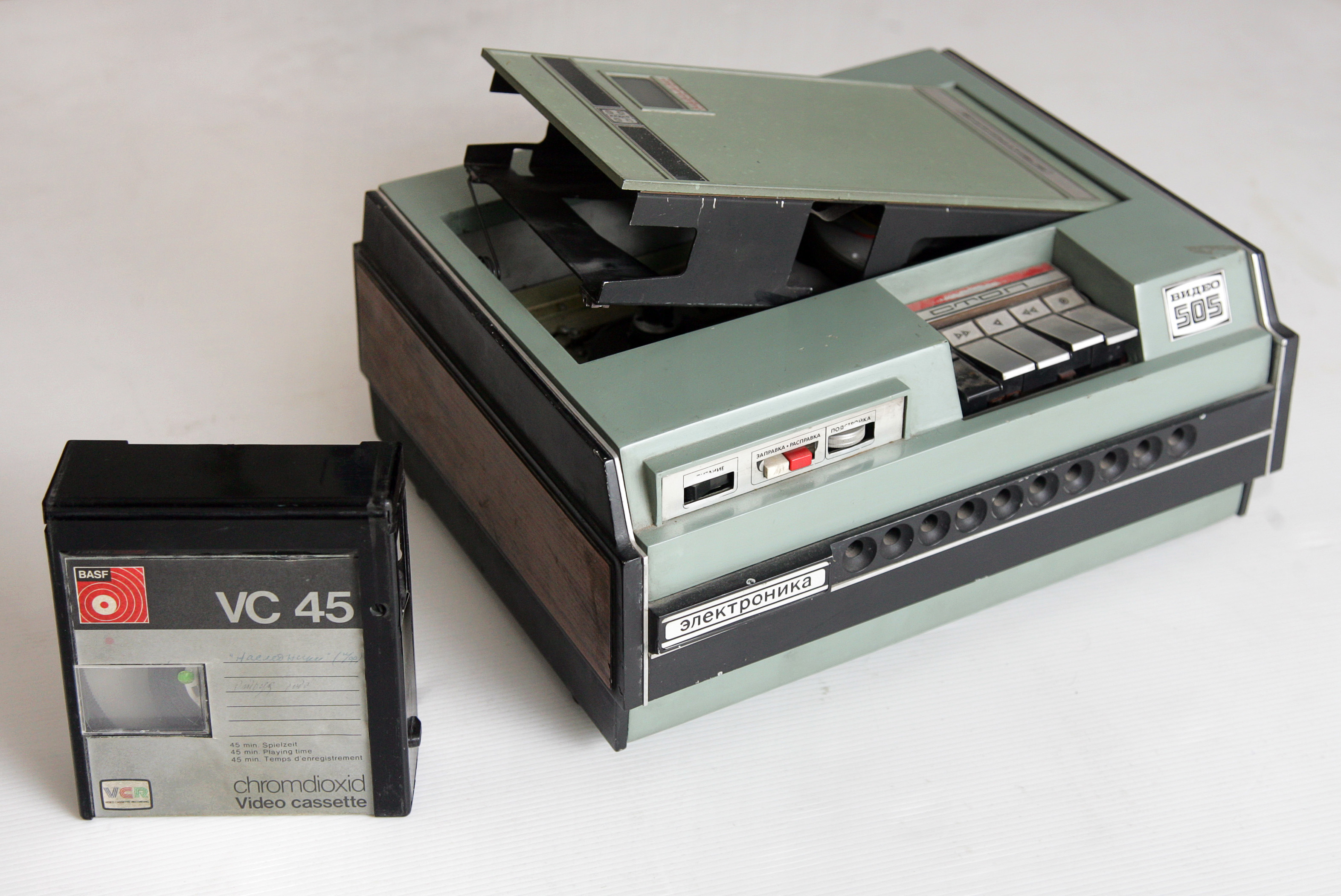
Видеомагнитофон «Электроника-505 Видео» и его кассета формата VCR в экспозиции Музея Нижегородской радиолаборатории

Формат VCR был представлен через год после внедрения Sony формата U-matic. Эти форматы предназначались для разных рынков: U-matic предназначался для профессиональной тележурналистики (англ. Electronic News Gathering), а VCR для домашнего использования, обучения и бизнес-презентаций.
В формате VCR применялись квадратные видеокассеты коаксиального типа с двумя соосными рулонами хромдиоксидной магнитной ленты шириной 12,7 мм. Были доступны кассеты с длительностью 30, 45 и 60 минут. Первый видеомагнитофон этого формата Philips VCR N 1500 оснащался таймером записи и встроенным телевизионным тюнером.

## Технические характеристики
- Ширина магнитной ленты — 12,7 мм (1/2 дюйма)
- Относительная скорость «видеоголовка — лента»: 8,18 метров в секунду
- Скорость перемещения магнитной ленты: 16,8 сантиметров в секунду[1]

## Модификации

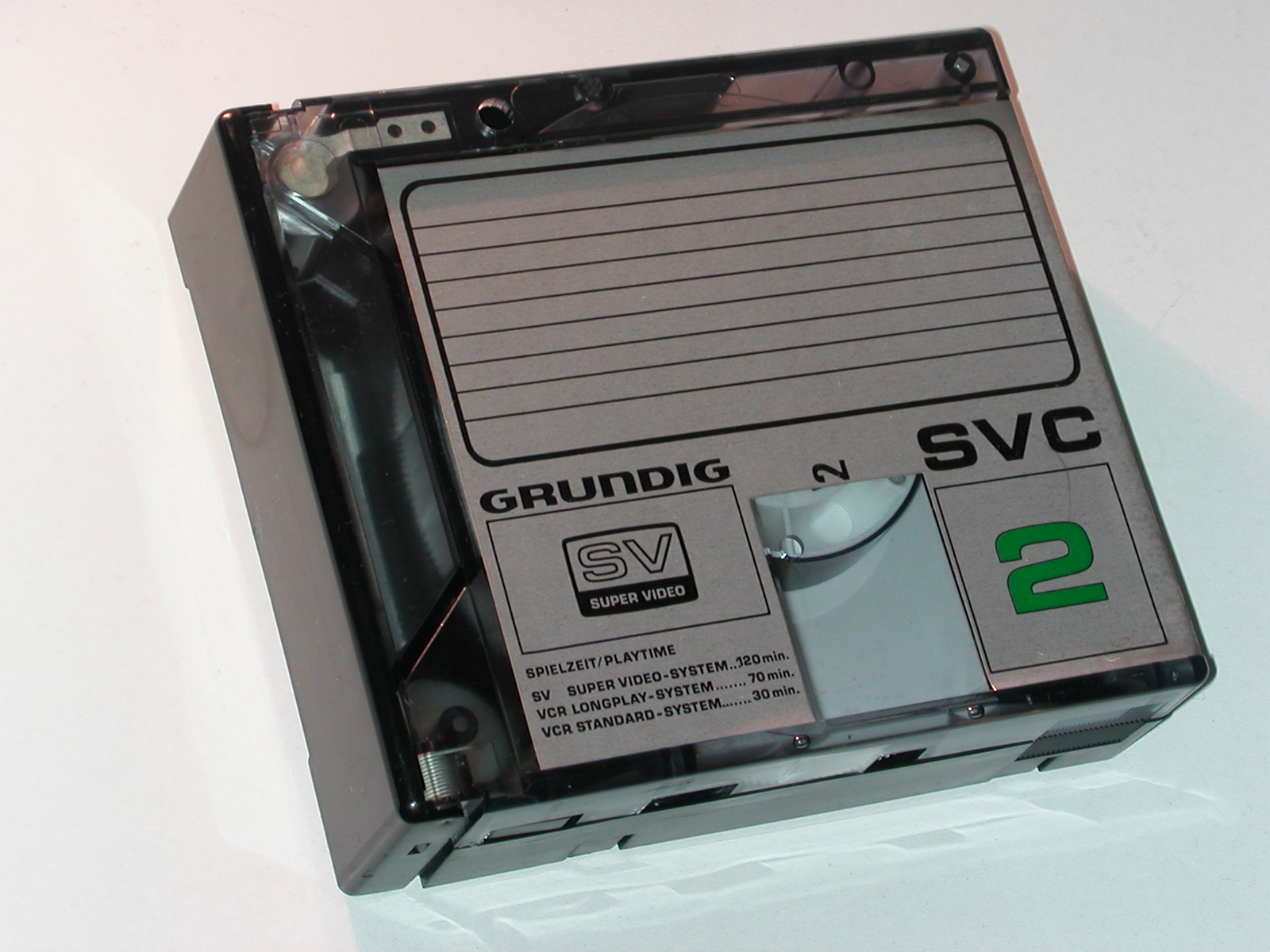
Кассета формата SV

Главными недостатками формата были шумность механизма и небольшое время записи, не позволявшее записывать полнометражные кинокартины на одну кассету.
В 1977 году формат VCR получил развитие в усовершенствованном формате VCR-LP. Для увеличения времени записи была применена технология наклонно-строчной видеозаписи без защитных промежутков, по образцу новейших VHS и Betamax. Это стало возможным благодаря азимутальной записи: наклону рабочего зазора видеоголовок под небольшим углом друг относительно друга. Несмотря на применение идентичных кассет, между собой форматы были не совместимы.
Новый, более долгоиграющий формат Super Video (SVR) был разработан фирмой «Грундиг» (нем. Grundig) и представлен в 1979 году. SV имел небольшую модификацию видеоносителя в виде переключателя внизу кассеты SVC, поэтому в SVR магнитофонах возможно было применение только кассет фирм BASF и AGFA. Однако, оставалась возможность применения этих кассет в старых VCR-видеомагнитофонах. Кассеты длительностью 66 минут в формате VCR могла содержать 145 минут записи в формате VCR-LP и 240 минут в формате SV.
В том же году Grundig и Philips представили аналоговый бытовой формат Video 2000 (V 2000) с единственной в мире двухсторонней видеокассетой. Более совершенный формат заменил собой устаревшие форматы VCR-LP и SV.

## Производители
В 1974 году в СССР был освоен выпуск видеомагнитофонов «Спектр-203 Видео» этого формата. Это был первый советский кассетный видеомагнитофон. Аппарат обеспечивал горизонтальную чёткость 200 телевизионных линий. На заводе в Минске был налажен выпуск видеокассет «ВК-30» и «ВК-45». В 1979 году начат выпуск видеомагнитофонов «Электроника-505» и аналогичного «Сатурн-505», рассчитанных на такие же кассеты.